# Friedrich Viccus
Friedrich Viccus (auch Vick; * 9. September 1629 in Breslau; † 27. Januar 1697 in Breslau) war ein deutscher evangelischer Theologe.

## Leben
Geboren als Sohn des Goldarbeiters Friedrich Vick und seiner Frau Maria (geb. Thiele), wurde er bereits in seinem vierten Lebensjahr in der Schule unterrichtet, da seine Eltern auf eine gute Bildung drangen. Jedoch war er relativ mittellos, so dass er erst durch ein Stipendium seiner Heimatstadt 1649 die Universität Wittenberg beziehen konnte. Dort besuchte er die Vorlesungen von Andreas Sennert, Johann Sperling, Samuel Pomarius und Michael Wendler in der Philosophischen Fakultät, aber auch die theologischen Vorlesungen bei Johann Meisner und Andreas Kunad.
1652 erwarb er sich den akademischen Grad eines Magisters und hielt in den folgenden zwei Jahren Disputationen ab. 1654 erhielt er in Wittenberg die Dichterkrone und wurde Adjunkt an der Philosophischen Fakultät, woraufhin er ein kurfürstliches Stipendiat erhielt. Er hatte sich auf ein Studium der Theologie verlegt, hielt als Lektor private Vorlesungen und wurde 1658 vom Rat der Stadt Breslau wieder in seine Heimatstadt zurückgerufen. In Breslau hielt er öffentliche Vorlesungen über Hebräisch, Griechisch und Poesie. Man übertrug ihm das Lehrfach der Theologie und so gelangte er 1665 zum Predigtamt als Diaconus der St. Elisabethkirche, wo er am 1. Mai eingeführt wurde.
Am ersten Februar 1669 übernahm er das Amt des Predigers und Professors der heiligen Sprachen und der Literatur am Breslauer Gymnasium, übernahm in der Neustadt 1671 die Pfarrstelle zum heiligen Geist und an der St. Bernhardinkirche, welche er 17 Jahre lang ausfüllte. 1688 wurde er Pfarrer an der Kirche St. Maria Magdalena und 1689 Pastor an der St. Elisabethkirche und damit Inspektor über die lutherischen Schulen in Breslau. Sehr umgangssprachlich schildern ihn seine Zeitgenossen: „Er hat den unnützen Schwätzern das Maul gestopft, hielt mit strafen, drohen und ermahnen zur Zeit und Unzeit, zeigte Geduld und lehrte fleißig.“
Dabei schien er vor allem rhetorische Fähigkeiten entwickelt zu haben, die seinen Glauben untermauerten. So wurden auf seine Weisung die Fastenpredigten in der Neustadt wieder eingeführt. Er hatte mehrere Jahre an einem Steinleiden gelitten, welches ihm im Alter immer mehr schwächte, so dass er seiner Predigttätigkeit nicht mehr nachgehen konnte und in der Folge verstarb und am 3. Februar 1697 in Breslau beigesetzt wurde.
Viccius ging insgesamt drei Ehen ein. Die erste Ehe schloss er 1659 mit Maria, der Tochter des Pfarrers in der Breslauer St. Barbarkirche Costelin Schröer. Aus dieser Ehe sind ein Sohn und zwei Töchter hervorgegangen. Der Sohn Friedrich Gottlieb Viccus verstarb jung, die Tochter Maria Rosina Vick heiratete den Dr. und praktischen Arzt in Breslau Johann Burg und Anna Eleonora Vick ehelichte den Prediger und Professor der Theologie am Breslauer Gymnasium Christian Schmid. Am 15. Oktober 1675 vermählte er sich ein zweites Mal mit Martha Meichsner († 23. Januar 1679), welche Ehe kinderlos blieb. Die dritte Ehe ging er am 11. Januar 1684 mit Maria Wuttke ein, welche Ehe ebenfalls kinderlos blieb.